# 克列茨克區
克列茨克區（羅馬化：Kletskiy rayon）是白俄羅斯中部明斯克州的一個區，行政中心为克列茨克，面積約974.12平方公里，2009年人口32,302，人口密度每平方公里33.03人。